# Grand Prix d'Isbergues 2013
Il Grand Prix d'Isbergues 2013, sessantasettesima edizione della corsa e valida come evento dell'UCI Europe Tour 2013, si svolse il 22 settembre 2013, per un percorso totale di 200,7 km. Fu vinto dal francese Arnaud Démare che giunse al traguardo con il tempo di 4h34'05" alla media di 43,93 km/h.
Al traguardo 129 ciclisti portarono a termine il percorso.

## Squadre e corridori partecipanti
| N.    | Cod. | Squadra                    |
| ----- | ---- | -------------------------- |
| 1-8   | ARG  | Team Argos-Shimano         |
| 11-18 | FDJ  | FDJ.fr                     |
| 21-28 | BMC  | BMC Racing Team            |
| 31-38 | ALM  | AG2R La Mondiale           |
| 41-48 | TST  | Team Saxo-Tinkoff          |
| 51-58 | COF  | Cofidis, Solutions Credits |
| 61-68 | EUS  | Euskaltel-Euskadi          |
| 71-78 | EUC  | Team Europcar              |
| 81-88 | SOJ  | Sojasun                    |
| 91-98 | VCD  | Vacansoleil-DCM            |

| N.      | Cod. | Squadra                      |
| ------- | ---- | ---------------------------- |
| 101-108 | BSE  | Bretagne-Séché Environnement |
| 111-118 | TSV  | Topsport Vlaanderen-Baloise  |
| 121-128 | LPM  | La Pomme Marseille           |
| 131-138 | CRE  | Crelan-Euphony               |
| 141-148 | BIG  | BigMat-Auber 93              |
| 151-158 | CSS  | Champion System              |
| 161-168 | RLM  | Roubaix-Lille Metropole      |
| 171-178 | AJW  | Accent Jobs-Wanty            |
| 181-188 | WBC  | Wallonie-Bruxelles           |
| 191-198 | TJM  | Joker-Merida                 |

## Ordine d'arrivo (Top 10)
| Pos. | Corridore        | Squadra       | Tempo    |
| ---- | ---------------- | ------------- | -------- |
| 1    | Arnaud Démare    | FDJ.fr        | 4h34'05" |
| 2    | John Degenkolb   | Argos-Shimano | s.t.     |
| 3    | Jempy Drucker    | AccentJobs    | s.t.     |
| 4    | Thor Hushovd     | BMC Racing    | s.t.     |
| 5    | Philippe Gilbert | BMC Racing    | s.t.     |
| 6    | Yannick Martinez | La Pomme Mar. | s.t.     |
| 7    | Samuel Dumoulin  | AG2R La Mond. | s.t.     |
| 8    | Bryan Coquard    | Europcar      | s.t.     |
| 9    | Romain Feillu    | Vacansoleil   | s.t.     |
| 10   | Julien Simon     | Sojasun       | s.t.     |